# Grigorij Maksimow
Grigorij Pietrowicz Maksimow, ros. Григорий Петрович Максимов (ur. 29 października?/10 listopada 1893 w Mitiuszynie w guberni smoleńskiej, zm. 16 marca 1950 w Chicago) – ukraiński anarchosyndykalista, członek Konfederacji Nabat.

## Życiorys

### Młodość
Urodził się 10 listopada 1895 w wiosce Mitiuszyno w guberni smoleńskiej. Po ukończeniu szkoły podstawowej został wysłany przez ojca, pragnącego by syn został popem, do seminarium duchownego we Włodzimierzu. Po skończeniu seminarium Maksimow uznał, że nie czuje w sobie powołania. Wyjechał do Petersburga i podjął naukę w Akademii Rolniczej. W 1915 r. otrzymał dyplom agronoma.
Od wczesnej młodości bardzo interesował się ruchem rewolucyjnym. Ogarnęła go pasja poszukiwania nowych wartości duchowych i społecznych. Podczas studiów zapoznawał się z programami i metodami działania wszystkich rosyjskich partii rewolucyjnych. W końcu zetknął się z pracami Piotra Kropotkina i Siergieja Stiepniaka-Krawczyńkiego, znajdując w nich potwierdzenie wielu idei i poglądów, do których wcześniej sam był doszedł. Kolejnym etapem jego ewolucji duchowej było zapoznanie się z dwiema pracami Michaiła Bakunina, które znalazł w prywatnej bibliotece na prowincji. Wywarły one nań przemożny wpływ. Właśnie Bakunin był tym spośród postępowych myślicieli, którego poglądy miały dla Maksimowa największe znaczenie i pod którego wielkim wrażeniem pozostawał do końca życia.

### Okres rewolucji
Maksimow prowadził potajemną działalność propagandową wśród studentów petersburskich i wśród chłopów na prowincji. Gdy wreszcie wybuchła od dawna oczekiwana rewolucja (1917) nawiązał kontakty ze związkami zawodowymi. Uczestniczył w działalności rad robotniczych, przemawiał na wiecach. Dla niego i dla jego towarzyszy był to okres wielkich nadziei, niestety, pogrzebanych już wkrótce po objęciu władzy przez bolszewików. Maksimow wstąpił do Armii Czerwonej, by walczyć przeciw kontrrewolucjonistom. Kiedy jednak nowi włodarze Rosji zaczęli używać armii do celów policyjnych i rozbrajać lud, odmówił wykonywania rozkazów i został skazany na śmierć. Ocaliła mu życie solidarność i gorące protesty związku zawodowego metalowców.
Po raz ostatni aresztowano go 8 marca 1921, w czasie powstania kronsztadzkiego. Wraz z grupą dwunastu towarzyszy został uwięziony na Tagance w Moskwie. Jedynym powodem były jego poglądy anarchistyczne. Cztery miesiące później uczestniczył w strajku głodowym, który trwał dziesięć i pół dnia, wywołując wielkie poruszenie. Strajk zakończył się, gdy uczestniczący w kongresie Międzynarodówki Czerwonych Związków Zawodowych towarzysze z Francji i Hiszpanii zaprotestowali przeciw brutalnym metodom rządu bolszewików i zażądali uwolnienia więźniów. Reżim sowiecki zgodził się na spełnienie żądania pod warunkiem, że więźniowie, zresztą wszyscy narodowości rosyjskiej, opuszczą swój kraj ojczysty.

### Wyjazd z Rosji
Maksimow trafił do Niemiec. Przebywał w Berlinie około trzech lat, a następnie udał się do Paryża. Tan spędził sześć albo siedem miesięcy, by wreszcie wyemigrować do Stanów Zjednoczonych.
Przez lata Maksimow napisał bardzo wiele o walce ludzkości w rozmaitych okresach, był redaktorem i współpracownikiem wielu gazet i czasopism w języku rosyjskim. W Moskwie współredagował "Gołos Truda" (Głos Pracy), a później kontynuację tego czasopisma "Nowyj Gołos Truda" (Nowy Głos Pracy). W Berlinie redagował Raboczij Put (Droga robotnicza) – czasopismo wydawane przez rosyjskich anarchosyndykalistów. Gdy osiadł w Chicago, został redaktorem Gołosu Trużenika (Głos Robotnika), z którym współpracował będąc jeszcze w Europie. Kiedy ów periodyk przestał się ukazywać, Maksimow został redaktorem czasopisma "Dieło Truda - Probużdienie" (Sprawa Pracy – Przebudzenie) powstałego z połączenia dwóch innych czasopism (Dieło Truda oraz "Probużdzienie") a wydawanego w Nowym Jorku. Tu pracował aż do śmierci. Zmarł na zawał serca w Chicago 16 marca 1950.
Rudolf Rocker pisał o nim:
"Był w pełni sił. Pozostawił po sobie żal w sercach wszystkich, którzy mieli szczęście go poznać. Był nie tylko błyskotliwym myślicielem, lecz także człowiekiem o nieposzlakowanym charakterze i szerokich horyzontach. W całej rozciągłości łączył w sobie jasność myśli i ciepło uczuć. Anarchizm stał się dlań nie tylko walką o przyszłość, ale też nicią przewodnią całego Bycia, leitemotivem całej działalności. Potrafił zrozumieć cudze poglądy pod warunkiem, że ich źródłem była dobra wola i głębokie przekonanie. Jego tolerancja była równie wielka jak uczucia przyjaźni, którymi darzył każdego spotkanego człowieka, żył jak anarchista, ale nie wynikało to z jakiegoś poczucia nadrzędnego obowiązku. Głęboko w jego duszy tkwiło przekonanie o koniecznej jedności tego, co się robi z tym, co się czuje i myśli."

## Twórczość
Publicystyczny dorobek Maksimowa jest obszerny, jest również autorem opublikowanej w r. 1940 r. w Chicago książki Guillotine at work (Gilotyna w robocie) – bogato udokumentowanej historii dwudziestu lat terroru w Rosji sowieckiej. Napisał również pracę Constructive Anarchism (Twórczy anarchizm, Chicago 1952); a także m.in. analiz działań rosyjskiej partii komunistycznej ("Bolshevism: Promises and Reality" -Bolszewizm: obietnice a rzeczywistość – Glasgow 1935). Redagował także wybór tekstów Bakunina pt. The Political Philosophy of Bakunin: Scientific Anarchism (1953).